# Gustavo Ruhl
Gustavo Ruhl (San Martín, Buenos Aires, Argentina, 13 de julio de 1978) es un exfutbolista argentino. Jugaba de arquero. Hoy en día es entrenador de arqueros en el  Club Deportivo Riestra.

## Clubes
| Club                  | País      | Año         | PJ  | Goles |
| --------------------- | --------- | ----------- | --- | ----- |
| Acassuso              | Argentina | 2000 - 2002 | 32  | 0     |
| Justo José de Urquiza | Argentina | 2003 - 2004 | 12  | 0     |
| San Miguel            | Argentina | 2004 - 2006 | 32  | 0     |
| Acassuso              | Argentina | 2006 - 2014 | 318 | 0     |
| Deportivo Riestra     | Argentina | 2014 - 2015 | 48  | 0     |
| Sportivo Italiano     | Argentina | 2016        | 9   | 0     |
| Barracas Central      | Argentina | 2016 - 2017 | 0   | 0     |
| Club Luján            | Argentina | 2017 - 2019 | 30  | 0     |